# Linia kolejowa nr 898
Linia kolejowa nr 898 – jednotorowa, zelektryfikowana linia kolejowa znaczenia miejscowego, łącząca posterunek odgałęźny Staszic ze stacją techniczną KWK Staszic.
Linia umożliwia eksploatację Kopalni Węgla Kamiennego Staszic przez pociągi towarowe jadące z kierunku Sosnowca Dańdówki.